# Gonçalo Nunes de Barros
Gonçalo Nunes de Barros (Braga, c. 1385 - Braga, d. 1453) foi um prelado português.

## Biografia
Filho sacrílego, legitimado por Carta Real de D. João I de Portugal de 2 de Outubro de 1409, doutro Gonçalo Nunes de Barros, Fidalgo e Comendador da Ordem do Hospital, que foi 1.º Senhor de Entre-Homem-e-Cávado a 25 de Abril de 1388, de Castro Daire e do Préstimo de Prozelo a 8 de Junho de 1384.
Foi Comendatário e Prior do Mosteiro de São Martinho de Crato e Abade do Mosteiro de Calvelo.
Foi sepultado no Convento de Vilar de Frades.

## Descendência
Teve de Joana Vasques de Azevedo dois filhos sacrílegos e uma filha sacrílega: 
- Álvaro de Barros (c. 1409 - d. 12 de Março de 1466), casado, com geração
- D. Frei Gonçalo de Barros (c. 1410 -)
- Leonor Nunes de Barros (c. 1415 -), legitimada por Carta Real de D. João I de 27 de Março de 1418, 1.ª Senhora da Quinta da Pena, em Santa Eulália de Barros, casada c. 1436 com Lopo Pereira, com geração

Teve de Isabel de Castro, mulher solteira, um filho sacrílego e uma filha sacrílega: 
- Lopo de Barros (c. 1423 - Braga, d. 1480), Escudeiro, 1.º Senhor do Morgado de Amieira, Senhor da Torre da Pousada, em Calvelo, Vínculo que seu pai lhe instituíra com Capela de Nossa Senhora da Graça no Claustro da Sé, Escudeiro do Arcebispo de Braga quando, a 18 de Julho de 1450, foi Procurador do número da cidade, casado no Porto c. 1444 com Isabel Anes: 
  - Valentim de Barros
  - Lopo de Barros (Braga, c. 1447 - Viseu, a. 29 de Abril de 1501)
- Filipa de Barros (c. 1425 -), casada primeira vez com António Mendes de Vasconcelos, com geração, casada segunda vez com Rui Barreiros (Viseu, Besteiros, c. 1420 -), casamento que explica a razão porque aos Barreiros são atribuídas as armas dos de Barros, com geração, e casada terceira vez na Galiza com Rodrigo Álvares de Araújo (Galiza - Nóbrega, 1468), sendo provavelmente o que foi morto por seus primos em 1468 pois, com efeito, a 10 de Maio de 1468 D. Afonso V de Portugal doou a Fernão de Lima, Fidalgo da sua Casa, todos os direitos e bens que pertenceram a Paio Rodrigues de Araújo e a Lopo de Araújo, que os perderam por terem morto Rodrigo Álvares, Escudeiro, morador em Pousada, Terra da Nóbrega, Gonçalo Álvares e outros homens, e por terem fugido para o Senhorio da Galiza, com geração; Filipa de Barros teve muitos filhos e muitas filhas, parece que mais de 17, de todos os seus três maridos, sendo que, do terceiro, Manuel José da Costa Felgueiras Gaio dá-lhe apenas um filho certo, acrescentado um Rodrigo de Barros «segundo outros»